# Tajfun

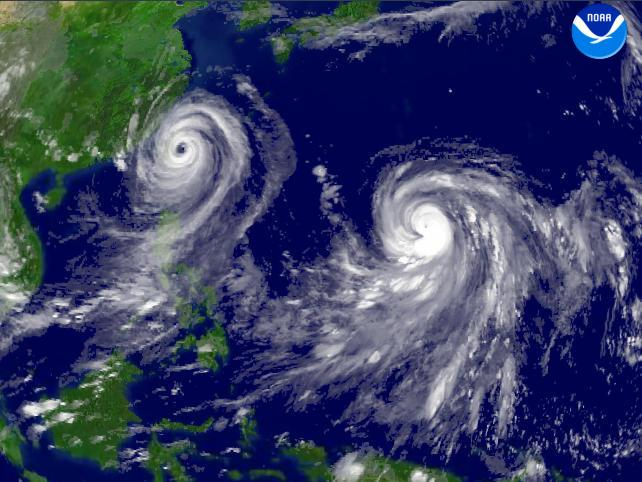
Zdjęcie satelitarne tajfunów Talim oraz Nabi z sierpnia 2005

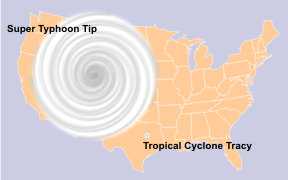
Porównanie wielkości tajfunu Tip oraz cyklonu tropikalnego Tracy (jednego z najmniejszych jakie kiedykolwiek odnotowano) z obszarem kontynentalnych Stanów Zjednoczonych

Tajfun – lokalna nazwa cyklonów tropikalnych używana we wschodniej i południowo-wschodniej Azji. W tajfunach występuje tzw. oko cyklonu, w którym panuje bezwzględny spokój, nie pada deszcz i nie ma wiatru. Miejsce znajdujące się w oku cyklonu jest przez ok. 1 godzinę odcięte od sztormu.
Tajfun jest odpowiednikiem huraganu, określenia stosowanego dla identycznych zjawisk nad akwenami Oceanu Atlantyckiego.
Tajfuny występują najczęściej w porze letniej, a także jesienią. Wiatry wewnątrz tajfunu mogą osiągać ogromne prędkości (do ok. 380 km/h). Samo zjawisko przemieszcza się po powierzchni Ziemi znacznie wolniej, mniej więcej od 10 do 20 razy wolniej. Tajfuny niosą też ze sobą obfite opady deszczu. Bardzo często powodują poważne straty.
Słowo „tajfun” wywodzi się z chińskiego 台风 (táifēngⓘ) i oznacza „wiatr z Tajwanu”.
Największym w historii był tajfun Tip, którego średnica w dniu 12 października 1979 roku wynosiła 2 220 km, co odpowiada około połowie powierzchni kontynentalnych Stanów Zjednoczonych.